# NGC 7005
NGC 7005 bezeichnet im NGC-Katalog viele scheinbar dicht beieinander liegende Sterne im Sternbild Aquarius. Der Katalogeintrag geht auf eine Beobachtung des Astronomen Heinrich Louis d’Arrest am 23. August 1855 zurück.